# Rhabdophilacris
Rhabdophilacris är ett släkte av insekter. Rhabdophilacris ingår i familjen gräshoppor.
Kladogram enligt Catalogue of Life:
| Rhabdophilacris | \| \| Rhabdophilacris curtipennis \| \| \| \| \| \| Rhabdophilacris fusciventris \| \| \| \| \| \| Rhabdophilacris sylvatica \| \| \| \| |
|                 | \| \| Rhabdophilacris curtipennis \| \| \| \| \| \| Rhabdophilacris fusciventris \| \| \| \| \| \| Rhabdophilacris sylvatica \| \| \| \| |
|                 | Rhabdophilacris curtipennis |
|                 | |
|                 | Rhabdophilacris fusciventris |
|                 | |
|                 | Rhabdophilacris sylvatica |
|                 | |